# Euphyia dolomitana
Euphyia dolomitana là một loài bướm đêm trong họ Geometridae.